# Lemur tmavý

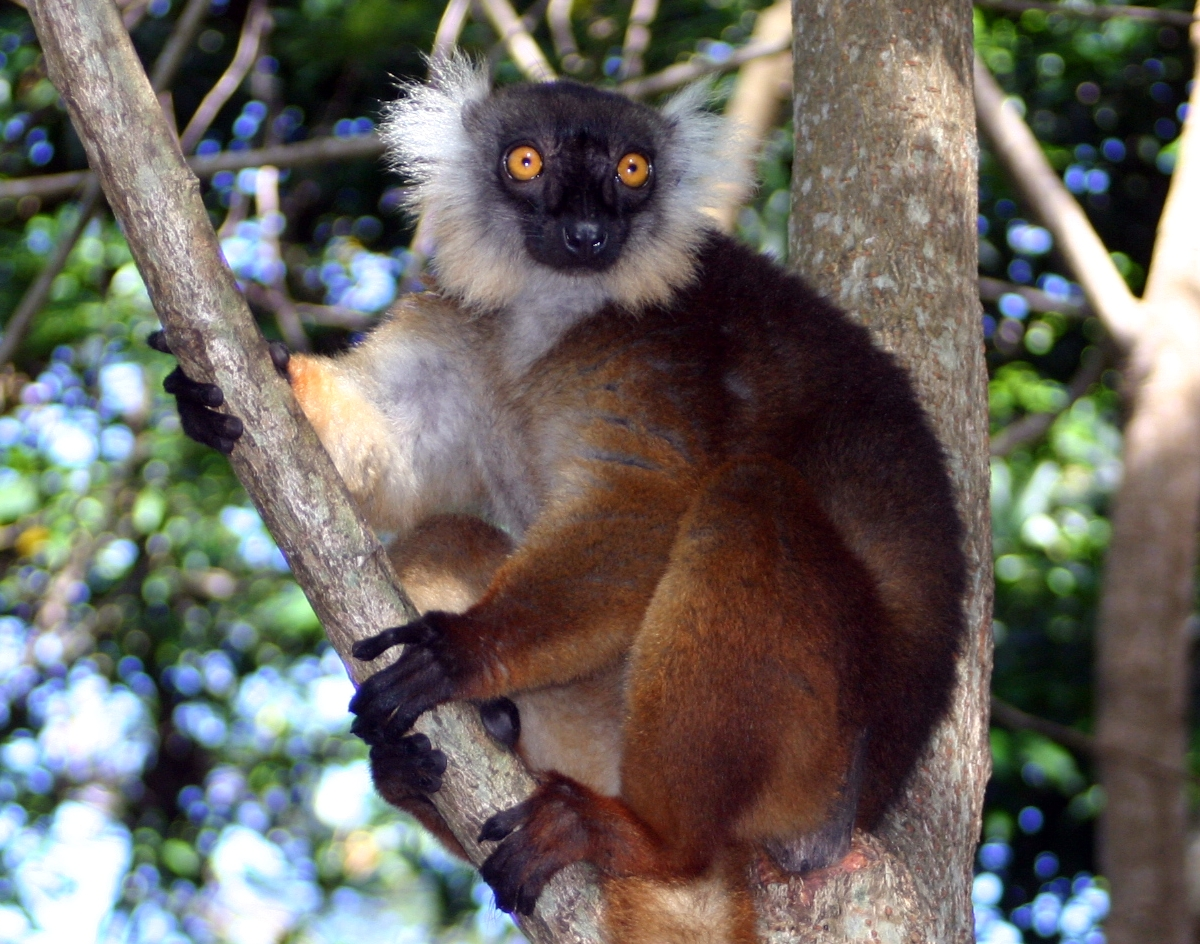
Samice lemura tmavého subsp. černého

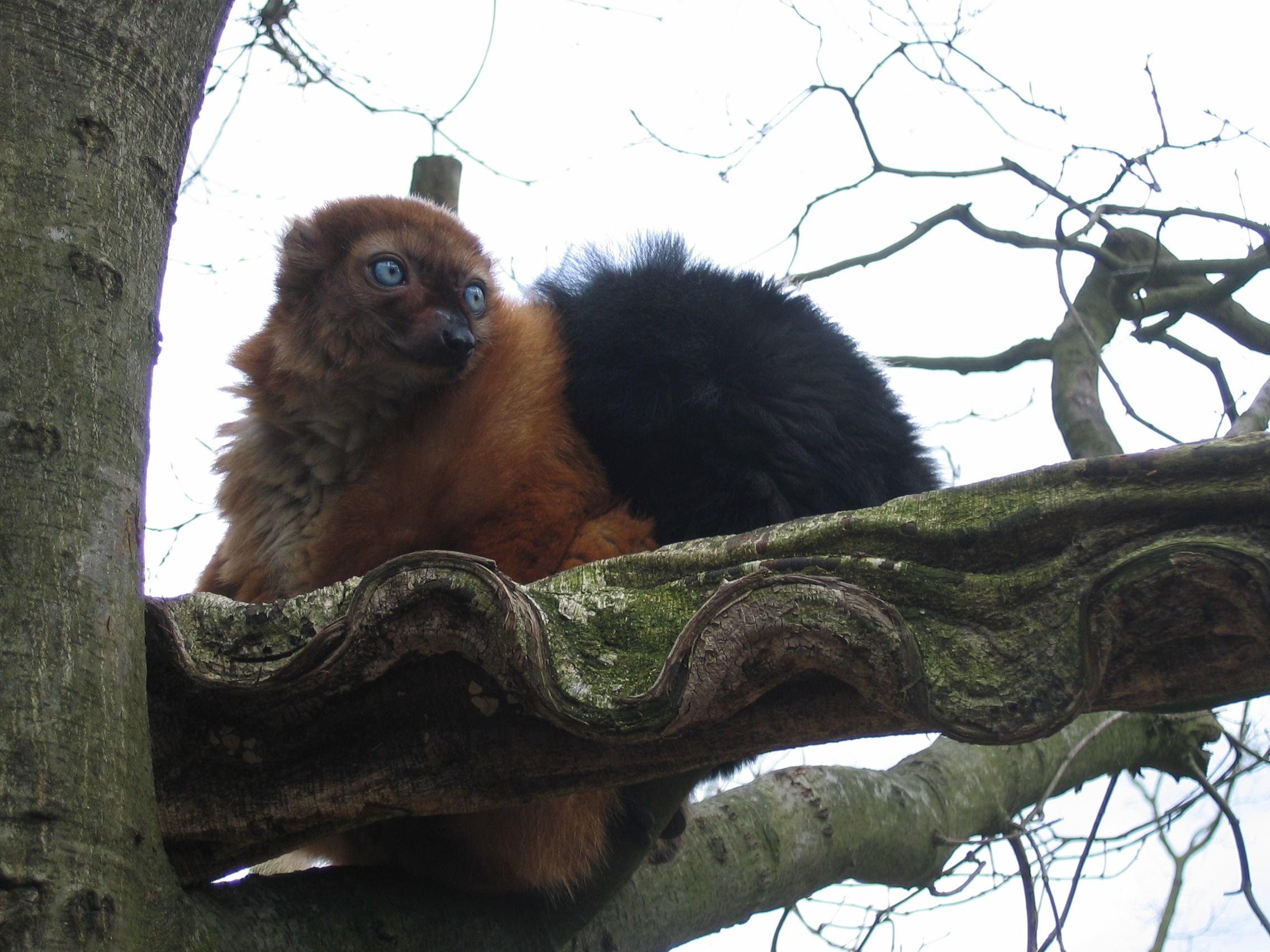
Samice lemura tmavého subsp. Sclaterova

Lemur tmavý (Eulemur macaco) je druh rodu Eulemur z čeledi lemurovitých denních patřící mezi poloopice.

## Rozšíření
Vyskytuje se pouze v severozápadním cípu ostrova Madagaskaru a na přilehlých ostrovech Nosy Komba a Nosy Be. Žije v primárním deštném pralese i v hustém sekundárním lese.

## Popis
Jeho jméno pochází z vybarvení samce, který je celý tmavý, černý. Samice je tmavě hnědá až rezavá s bílými boky, tlapky a obličej s výrazně žlutýma očima má černé. Rozdíl ve vzhledu je tak nápadný, že je lze na prvý pohled považovat za dva různé druhy. Je vzhledově nejvíce sexuálně dimorfní z lemurů. Obě pohlaví mají na krku límce s delší srstí. Oči má v přední části hlavy a je považován za lemura s nejlepším stereoskopickým viděním. Tlamu má protáhlou jakoby v liščí čenich.
Je dlouhý od 30 do 45 cm a váží 2 až 2,5 kg. Ocas mívá dlouhý až 55 cm. Zadní nohy má delší než přední, má výrazně zakřivený dráp druhého prstu na zadních nohách. Je to všežravec s převahou vegetariánské stravy. Krmí se ovocem, semeny, květy, listy, vysává z kvetoucích rostlin nektar, žere houby a nepohrdne bezobratlými nebo drobnými savci a vejci. Podniká výpravy i na pole domorodců v blízkosti lesa. Je poměrně přizpůsobivý k životním podmínkám i stravě.
Třebaže je aktivní hlavně ve dne, je čilý i po několik hodin v noci kdy využívá toho, že některé rostliny kvetou za tmy a vysává z nich sladké šťávy.

## Chování
Obývají převážně koruny stromů, kde výborně šplhají a skáčou, po stromech se pohybují často v horizontální poloze. V případě potřeby po zemi běhají po čtyřech. Jsou to lemuři s převážně denní aktivitou. Mají svá teritoria, která si značkují pachy i hlasitým voláním. Uvnitř skupiny komunikují vokálně, mimikou obličeje i celého těla, mají dobře vyvinutý čich.
Řadíme je k polygamním živočichům, ve volné přírodě žijí v tlupách o velikosti 4 až 15 jedinců, kterou vede dominantní samice. Někdy dochází k výměně dospělých zvířat mezi jednotlivými skupinami.

## Rozmnožování
Období říje bývá na podzim, estrální cyklus trvá asi 33 dnů, po průměrně 125 dnech březosti se na jaře rodí většinou jen jedno, výjimečně dvě mláďata. Novorozenec váží asi 75 gramů. Po celou dobu kojení je samice nosí zavěšeno na břichu napříč, mladá samička je celá tmavě hnědá a sameček černý. Později je krátkodobě odkládá, ale zdržuje se nablízku. Stará se o mláďata 6 měsíců, poskytuje péči, ochranu a dopravu, stejně jako cennou socializaci mláděte. Pohlavní dospělost u samce i samice nastává asi ve dvou létech. V zajetí se dožívají maximálně 20 až 25 let, v přírodě pravděpodobně méně.
Přímých nepřátel v přírodě nemá, snad jen fosa je pro ně nebezpečná.

## Taxonomie
Lemur tmavý se dělí na dva poddruhy:
- lemur tmavý subsp. černý (Eulemur macaco) L., subsp. (macaco).

Jedná se o poddruh rozšířený mnohem více a na větším území, jeho život je lépe prozkoumán. Je v podstatě popsán výše.
- lemur tmavý subsp. Sclaterův (Eulemur macaco) L., subsp. (flavifrons) Gray, 1867.

Je to poddruh velice vzácný, odhaduje se, že se vyskytuje v počtu 450 až 3540 jedinců. Žije v severozápadním Madagaskaru v oblasti Sambirano, byla pro něj nedávno založena speciální chráněná rezervace. Je o něco menší, váží průměrně jen 2 kg a hlavně jako jediný primát, mimo lidí, má modré oči. Samice má základní barvu srsti v odstínech oranžové. Chová se málo zoologických zahradách, v Evropě jen okolo 30 ks. Zoologická zahrada Ostrava dokázala unikátní věc, odchovala jako prvá v České republice jeho mládě (za poslední 3 roky se v Evropě narodila jen dvě).
V roce 2008 byly poddruhy lemur tmavého uznány jako samostatné druhy, což nepovažuji za rozumné, vzhledem ke mezidruhovému křížení, kdy vzniklý hybrid má hnědé oči. Zde lze pozorovat, že lemur Sclaterův je nositelem recesivního genu (respektive u nějž se gen pro sledovaný znak vyskytuje pouze v recesivních alelách) a lemur černý je nositelem dominantního genu. Citace .

## Ohrožení
Podle Červeného seznamu IUCN je lemur tmavý subsp. černý považován za zranitelný druh a lemur tmavý subsp. Sclaterův za ohrožený druh.. Podle  je lemur tmavý subsp. Sclaterův kriticky ohrožený druh.
Lemur tmavý je v některých oblastech loven pro maso a zabíjen jako škůdce domorodých polí a plantáží. Navíc bývá i loven pro nelegální obchodování. Je to lemur který se dokáže přizpůsobit změněným přírodním podmínkám, chová se v několika zoologických zahradách s cílem zvýšit v budoucnu početní stavy přírodní populace.

## Chov v zoo
Tento druh lemura je chován přibližně v sedmi desítkách evropských zoo (dle databáze Zootierliste, stav únor 2022). Mezi nimi je také v sedmi českých zoo:
- Zoo Brno
- Zoo Hodonín
- Zoo Jihlava
- Zoo Liberec
- Zoo Olomouc
- Zoo Plzeň
- Zoopark Zájezd (od 2014)

Dříve byl tento druh chován také v Zoo Ostrava a Zoo Praha.
Na Slovensku je chován v Zoo Bojnice.